# ハロー!タカラヅカ
『ハロー!タカラヅカ』は宝塚歌劇団の作品。

## 宝塚大劇場公演

### 雪組特別
グランド・レビュー『タカラヅカEXPO'70』の第二部。24場。
公演期間は1970年3月14日から4月14日。
併演は『四季の踊り絵巻』 。

#### スタッフ
- 作・演出：鴨川清作
- 作曲・編曲：中井光晴・入江薫・寺田瀧雄・野村陽児
- 歌唱指導：水島早苗
- 振付：岡正躬・喜多弘・県洋二・アキコ・カンダ・浦辺日佐夫
- 装置・衣装：静間潮太郎
- ヘアー・デザイン：畠山順吉
- 照明：今井直次
- 小道具：上田特市
- 効果：村上茂
- 音響監督：松永浩志
- 演出補：酒井澄夫・岡田敬二
- 演出助手：草野旦
- 制作：野田浜之助

#### 主な出演
- 踊る女：四條秀子
- 歌う男：真帆志ぶき・麻鳥千穂・牧美佐緒・亜矢ゆたか・汀夏子
- 歌う女：大原ますみ・高宮沙千

### 月組特別
グランド・レビュー『タカラヅカEXPO'70』の第二部。24場。
公演期間は1970年4月15日から5月6日。
併演は『四季の踊り絵巻』 。

#### スタッフ
- 作・演出：鴨川清作
- 制作：小辻糺

（続演）

#### 主な出演
- 歌う男：古城都・清はるみ・水はやみ・榛名由梨
- 歌う女：八汐路まり・笹潤子・夏海陽子
- 踊る女：大海竜子・千草美景

### 星組
形式名は「グランド・レビュー」。24場。
公演期間は1970年5月8日から5月28日。
併演は『恋に朽ちなん』。

#### スタッフ
- 作・演出：鴨川清作
- 作曲：中井光晴・寺田瀧雄・入江薫
- 編曲：中井光晴・寺田瀧雄・入江薫・吉崎憲治
- 音楽指揮：橋本和明
- 歌唱指導：水島早苗
- 振付：岡正躬・喜多弘・県洋二・アキコ・カンダ
- 装置・衣装：静間潮太郎
- ヘアー・デザイン：畠山順吉
- 照明：今井直次
- 小道具：上田特市
- 効果：村上茂
- 音響監督：松永浩志
- 演出補：酒井澄夫
- 演出助手：草野旦
- 制作：大谷真一

#### 主な出演
- 歌う男：上月晃・南原美佐保
- 歌う女：如月美和子・初風諄・大空美鳥・富士ます美
- 踊る女・踊る男：鳳蘭
- アフリカの男、歌う男：安奈淳
- 踊る男：景千舟・松あきら
- 歌うアフリカの女：衣通月子・雲珠さ久ら
- 踊る女：羽山紀代美・富士ます美

## 東京宝塚劇場公演

### 月組
公演期間は1970年6月3日から6月30日まで。
主なスタッフに鴨川清作がいる。
併演は『纏おけさ』。

### 雪組
公演期間は1970年8月1日から8月31日まで。
主なスタッフに鴨川清作がいる。
併演は『四季の踊り絵巻』。

## 宝塚・東京以外の公演
主なスタッフに鴨川清作がいる。

### 1970年・雪組
公演場所は佐賀、諫早、久留米、大田、松江、米子、富山、秋田、山形、新潟。
公演期間は11月11日から11月27日まで。
併演は『春ふたたび』。

### 1971年・月組
公演場所は福島、太田、小田原、和歌山、北九州、大分、川内。
公演期間は1月10日から1月24日まで。
併演は『百花扇』。

### 1972年・星組
公演場所は松山、新居浜、富山、高山、小松、山形、青森、気仙沼、宇都宮、郡山
公演期間は9月13日から9月30日まで。
併演は『春夏秋冬』。

### 1974年・月組
公演場所は福岡スポーツセンター。
公演期間は5月24日から6月2日まで。
併演は『ふるさと・日本』。

### 1975年・雪組
公演場所は豊橋、名古屋、安城、盛岡、八代、津山
公演期間は5月30日から6月7日まで。
併演は『花吹雪』。